# Кравченко Володимир Григорович
Кравченко Володимир Григорович — лікар-дерматовенеролог, винахідник у галузі медицини і фармації, викладач, популяризатор науки, громадський діяч.
Володимир Кравченко є доктором медичних наук, професором, академіком Української академії наук. Також професор Кравченко є автором низки винаходів у галузі фармації і медицини, зокрема препарату Цідіпол. Він також є одноосібним автором підручника «Шкірні та венеричні хвороби».
Науково-лікарську діяльність професора В. Г. Кравченка відзначено державним знаком «Відмінник охорони здоров'я» (1987 р.), медаллю «Ветеран праці», знаком Міносвіти «Відмінник освіти України». У 2007 році Указом Президента України професору Кравченку В. Г. присвоєно почесне звання Заслужений діяч науки і техніки України.

## Життєпис

### Ранні роки та початок кар'єри
Кравченко Володимир Григорович народився 14 серпня 1938 року в Золочеві Харківської області у родині службовця.
Батько — Кравченко Григорій Федорович походив зі Слобожанщини зі старовинного козацького роду, мати — Кравченко (Бугай) Ганна Павлівна. У дитинстві Володимир вирізнявся наполегливістю та прагненням до знань. Відмінно навчався у школі. Захоплювався футболом, грав у місцевій футбольній команді.
У 1955 році вступив на лікувальний факультет Харківського Державного медичного інституту, який закінчив з відзнакою та рекомендацією на наукову роботу у 1961 році. Під час навчання брав активну участь, а згодом очолював Студенське наукове товариство.
Розпочав лікарську діяльність у 1961 році у себе на батьківщині у Золочеві районним лікарем-дерматовенерологом. Після закінчення аспірантури при Українському науково-дослідному інституті дерматології та венерології (1966 р.) працював у цьому закладі до 1975 р. спочатку на посаді молодшого, а потім старшого наукового співробітника. З 1975 р. по 2002 р. працював у Полтавському медичному стоматологічному інституті (з 1999 р. — Українська медична стоматологічна академія), де пройшов шлях від асистента до професора, завідувача кафедри шкірно-венеричних хвороб(з 1987 р.).

### Професійна діяльність
У 1970 р. захистив кандидатську, а в 1986 р. — докторську дисертацію. Високодосвідчений педагог і науковець, він є автором понад 250 наукових праць, одноосібним автором підручника «Шкірні та венеричні хвороби» для студентів вищих медичних навчальних закладів (Київ, 1995 р.), співавтором навчального посібника «Геронтологія» (2000), численних методичних рекомендацій, наукових розробок і винаходів.
В. Г. Кравченко — член редакційної ради кількох професійних видань: «Український журнал дерматології. венерології, косметології» (Київ), «Дерматовенерологія, косметологія, сексопатологія»(Дніпропетровськ), «Українські медичні вісті» (Київ, видання ВУЛТу), головний редактор збірки наукових праць — матеріалів VII Всеукраїнського з'їзду дерматовенерологів України.

### Цідіпол
В. Г. Кравченко — автор антисептичного препарату «Цидіпол», високоефективного лікарського препарату для індивідуальної профілактики сифілісу, гонореї і трихомоніазу. Крім того, в процесі подальших експериментальних досліджень  препарату ЦидіполR було встановлено цілий ряд інших клінічних ефектів. В зв'язку з цим, зокрема, розроблено та запатентовано оригінальний високоефективний спосіб місцевого лікування цидіполом урогенітального трихомоніазу у жінок. На даний момент виявлено також відчутний контрацептивний ефект Цидіполу, доведений в експериментах на чотирьох видах лабораторних тварин та обмеженій серії клінічних випробувань, а також фунгіцидну дію на окремі види грибів — дерматофітів та ін. Також встановлено перспективність використання препарату Цидіпол в інших лікарських формах при ряді захворювань:
- Супозиторії: трихомоніаз у жінок, геморой, простатит, як контрацептив і ін.;
- Мазь і крем: запальні захворювання шкіри, псоріаз, екзема, трофічні виразки, тощо ;
- Паста: запальні та дистрофічні захворювання в стоматології;
- Пінний аерозоль: запальні гінекологічні захворювання, трихомоніаз, як контрацептив.

Препарат зареєстровано в Україні, США, Казахстані, Росії внесено до «Реєстру лікарських засобів» України, ряду українських і зарубіжних довідників, його виробництво налагоджено фармацевтичними підприємствами України. Успішно впроваджуються в практику охорони здоров'я і деякі інші патенти:
- «Спосіб лікування урогенітального трихомоніазу»[11],
- «Фармацевтична композиція для лікування захворювань шкіри»[12],
- «Засіб для індивідуальної профілактики венеричних захворювань у чоловіків»[13]

та ін. Використання вищезазначених лікарських засобів і способів лікування дає не лише терапевтичний, а й високий економічний ефект. Препарат «Цидіпол» був удостоєний срібної медалі ВДНГ СРСР (1990 р.).

### Громадська діяльність
В. Г. Кравченко постійно виконує почесні громадські обов'язки: з 1989 р. і дотепер є незмінним головою Полтавського обласного товариства дерматовенерологів (з 2001 р. — обласного осередку Української асоціації лікарів дерматовенерологів і косметологів), головою Полтавського осередку Всеукраїнського лікарського товариства, членом Правління ВУЛТ, з 1994 р. — головою Полтавської обласної організації Міжнародного товариства прав людини (штаб-квартира — м. Франкфурт-на-Майні), членом правління Української секції МТПЛ.

### Родина та особисте життя
Володимир Григорович одружений з Емілією Володимирівною, має сина Андрія та доньку Оксану. Є дідусем шістьох онуків (Олесь, Григорій, Павло, Лев, Данило та Софія) і одного правнука (Володимир).
Захоплюється голубівництвом.
Володіє німецькою мовою.